# Menocchia
La Menocchia è un torrente della regione Marche. Sfocia in Adriatico nel territorio di Cupra Marittima, solcando la valle che ne prende il nome (Valmenocchia), nei territori di Montalto delle Marche, Carassai, Cossignano, Ripatransone, Montefiore dell'Aso e Massignano.
Ha come affluente di sinistra il fosso San Pietro; quelli di sinistra sono il fosso di Coso e fosso Santimero.
Nel 1574, a causa di un'improvvisa piena, vi trovò la morte Ascanio Condivi.

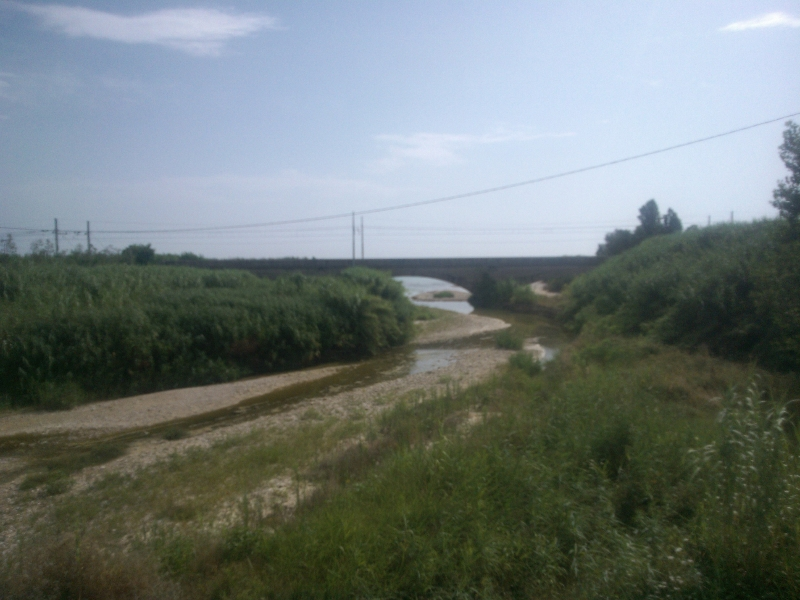
La Menocchia alla foce, presso Cupra Marittima